# Lapenty
Lapenty est une commune française, située dans le département de la Manche en région Normandie, peuplée de 382 habitants.
La commune de Lapenty fait partie du canton de Saint-Hilaire-du-Harcouët et de l'arrondissement d'Avranches.

## Géographie

### Localisation
La superficie est de 14,9 km2. Lapenty porte le code Insee 50263 et est associée au code postal 50600. Elle se situe à une altitude de 100 mètres environ.

### Hydrographie
La commune est située dans le bassin Seine-Normandie. Elle est drainée par la Sélune, le ruisseau de Bahan, la Roulante, le cours d'eau 01 de la Bellangerie, le cours d'eau 01 de la Richardais, le cours d'eau 01 de la Tertonnière, le cours d'eau 01 du Bois aux Prêtres, le cours d'eau 02 de la Planchette, le cours d'eau 05 du Domaine, le fossé 01 de la Grandais, le fossé 01 de la Grandinière, le fossé 01 de la Potinais, le fossé 01 de la Rouffinière, le fossé 02 de la Chaude Bouvais, le fossé 14 des Landes, le ruisseau de Bahan et un autre petit cours d'eau,.
La Sélune, d'une longueur de 85 km, prend sa source dans la commune de Saint-Cyr-du-Bailleul et se jette  dans la Sée en limite de Courtils et de Vains, après avoir traversé 15 communes. Les caractéristiques hydrologiques de la Sélune sont données par la station hydrologique située sur la commune de Mortain-Bocage. Le débit moyen mensuel est de 2,71 m3/s. Le débit moyen journalier maximum est de 28 m3/s, atteint lors de la crue du 28 décembre 1999. Le débit instantané maximal est quant à lui de 42,9 m3/s, atteint le 11 juin 1993.
Le ruisseau de Bahan, d'une longueur de 11 km, prend sa source dans la commune de Buais-Les-Monts et se jette  dans la Sélune sur la commune, après avoir traversé trois communes. 

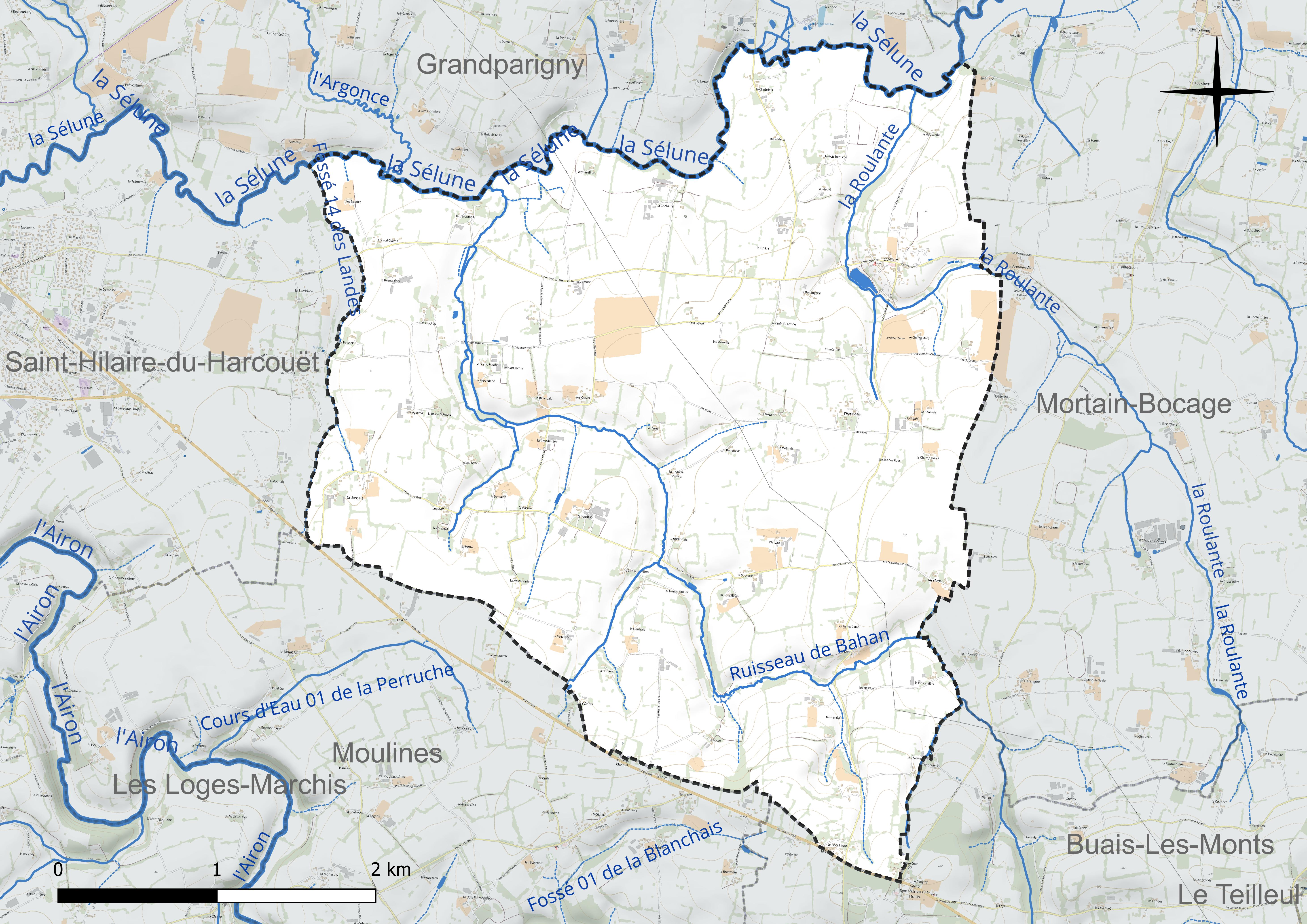
Réseau hydrographique de Lapenty.

### Climat
Pour des articles plus généraux, voir Climat de la Normandie et Climat de la Manche.
En 2010, le climat de la commune est de type climat océanique franc, selon une étude du CNRS s'appuyant sur une série de données couvrant la période 1971-2000. En 2020, Météo-France publie une typologie des climats de la France métropolitaine dans laquelle la commune est exposée à un climat océanique et est dans la région climatique Bretagne orientale et méridionale, Pays nantais, Vendée, caractérisée par une faible pluviométrie en été et une bonne insolation. Parallèlement le GIEC normand, un groupe régional d’experts sur le climat, différencie quant à lui, dans une étude de 2020, trois grands types de climats pour la région Normandie, nuancés à une échelle plus fine par les facteurs géographiques locaux. La commune est, selon ce zonage, exposée à un « climat contrasté des collines », correspondant au Bocage normand, bien arrosé, voire très arrosé sur les reliefs les plus exposés au flux d’ouest, et frais en raison de l’altitude.
Pour la période 1971-2000, la température annuelle moyenne est de 10,8 °C, avec une amplitude thermique annuelle de 12,8 °C. Le cumul annuel moyen de précipitations est de 911 mm, avec 13,6 jours de précipitations en janvier et 8,3 jours en juillet. Pour la période 1991-2020, la température moyenne annuelle observée sur la station météorologique la plus proche, située sur la commune de Saint-Hilaire-du-Harcouët à 6 km à vol d'oiseau, est de 11,5 °C et le cumul annuel moyen de précipitations est de 929,5 mm,. Pour l'avenir, les paramètres climatiques de la commune estimés pour 2050 selon différents scénarios d’émission de gaz à effet de serre sont consultables sur un site dédié publié par Météo-France en novembre 2022.

## Urbanisme

### Typologie
Au 1er janvier 2024, Lapenty est catégorisée commune rurale à habitat très dispersé, selon la nouvelle grille communale de densité à sept niveaux définie par l'Insee en 2022.
Elle est située hors unité urbaine. Par ailleurs la commune fait partie de l'aire d'attraction de Saint-Hilaire-du-Harcouët, dont elle est une commune de la couronne,. Cette aire, qui regroupe 8 communes, est catégorisée dans les aires de moins de 50 000 habitants,.

### Occupation des sols
L'occupation des sols de la commune, telle qu'elle ressort de la base de données européenne d’occupation biophysique des sols Corine Land Cover (CLC), est marquée par l'importance des territoires agricoles (100 % en 2018), une proportion identique à celle de 1990 (100 %). La répartition détaillée en 2018 est la suivante : prairies (38,5 %), terres arables (37,9 %), zones agricoles hétérogènes (23,6 %). L'évolution de l’occupation des sols de la commune et de ses infrastructures peut être observée sur les différentes représentations cartographiques du territoire : la carte de Cassini (XVIIIe siècle), la carte d'état-major (1820-1866) et les cartes ou photos aériennes de l'IGN pour la période actuelle (1950 à aujourd'hui).

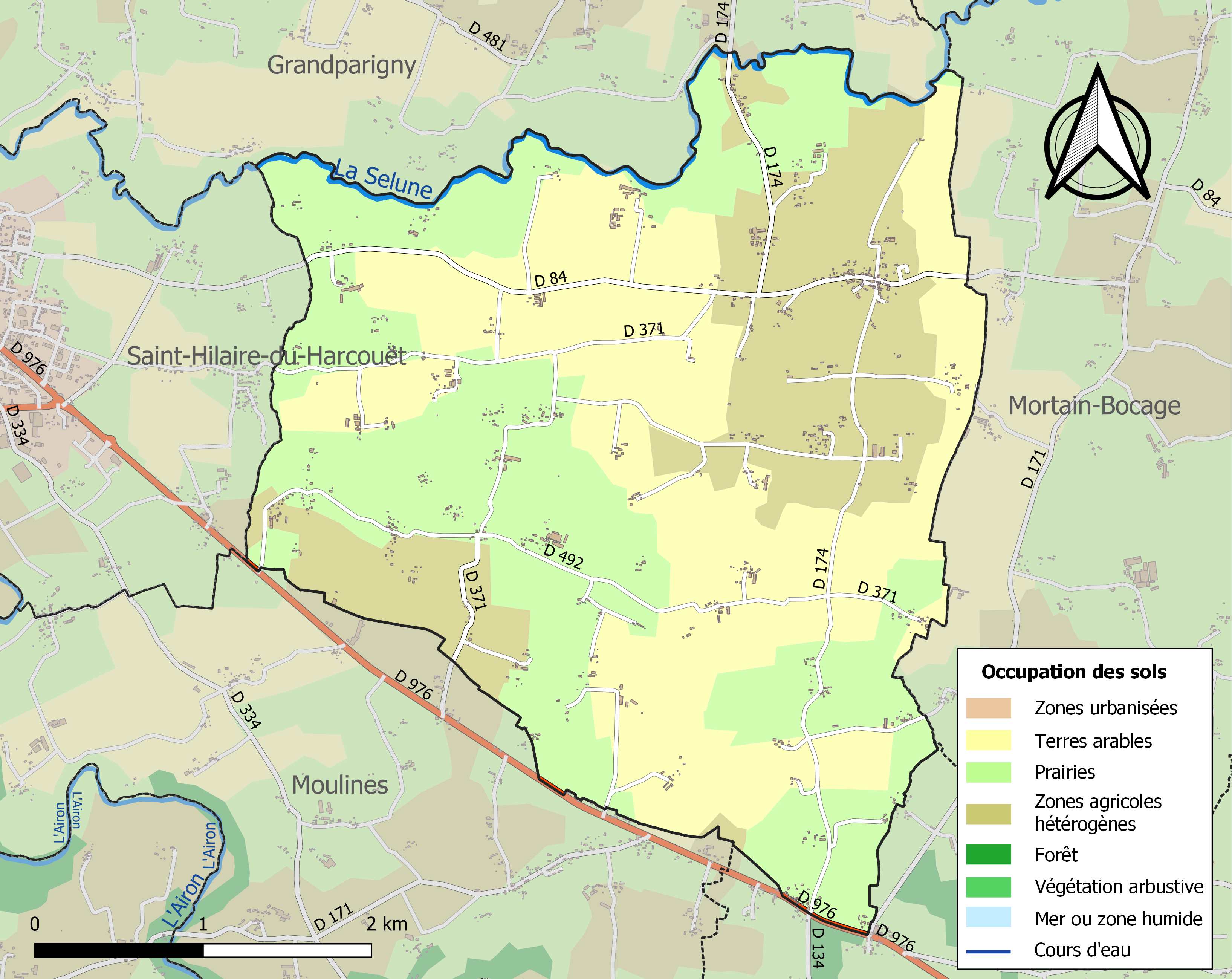
Carte des infrastructures et de l'occupation des sols de la commune en 2018 (CLC).

## Toponymie
Le nom de la localité est attesté sous les formes de Apenticio en 1099, de Apentiz en 1203, Lapentils sans date.
De l'oïl apanti « appentis ».
Le gentilé est Lapentyais.

## Histoire
Au XVIIe siècle, la paroisse de Lapenty a pour seigneur René de Vauborel, écuyer, originaire d'une famille du Mortainais, également seigneur de Champsegué, qui épouse le 10 juin 1622 Madeleine de Saint Simon, et qui lui apporte la seigneurie de Digosville.
Une retentissante affaire criminelle a lieu dans la bourgade le lundi 2 avril 1836, celle de François et David Lesénéchal. L'infanticide dont ils sont coupables est jugé à Coutances, par la cour d'assises de la Manche, le 11 juillet 1836, prélude à l'exécution publique le 1er juillet 1837 à Mortain.

### Héraldique
| Blason de Lapenty | Blason  | D'azur à la tour d'argent maçonnée de sable. |
| Blason de Lapenty | Détails |                                              |

## Politique et administration
| Période                                  | Période    | Identité       | Étiquette | Qualité                                |
| ---------------------------------------- | ---------- | -------------- | --------- | -------------------------------------- |
| 1835                                     | 1855       | Gustave Laisné |           |                                        |
| 1984                                     | 1995       | Alexis Basile  | SE        | Agriculteur                            |
| 1995                                     | avril 2014 | André Adolphe  | SE        |                                        |
| avril 2014                               | En cours   | André Gautier  | SE        | Cadre retraité de l'industrie laitière |
| Les données manquantes sont à compléter. |            |                |           |                                        |

## Démographie
L'évolution du nombre d'habitants est connue à travers les recensements de la population effectués dans la commune depuis 1793. Pour les communes de moins de 10 000 habitants, une enquête de recensement portant sur toute la population est réalisée tous les cinq ans, les populations de référence des années intermédiaires étant quant à elles estimées par interpolation ou extrapolation. Pour la commune, le premier recensement exhaustif entrant dans le cadre du nouveau dispositif a été réalisé en 2006.
En 2022, la commune comptait 382 habitants, en évolution de +2,14 % par rapport à 2016 (Manche : −0,31 %, France hors Mayotte : +2,11 %).
| 1793  | 1800  | 1806  | 1821  | 1831  | 1836  | 1841  | 1846  | 1851  |
| ----- | ----- | ----- | ----- | ----- | ----- | ----- | ----- | ----- |
| 1 150 | 1 070 | 1 148 | 1 139 | 1 018 | 1 095 | 1 072 | 1 161 | 1 153 |

| 1856  | 1861  | 1866  | 1872 | 1876 | 1881 | 1886 | 1891 | 1896 |
| ----- | ----- | ----- | ---- | ---- | ---- | ---- | ---- | ---- |
| 1 083 | 1 087 | 1 047 | 952  | 953  | 945  | 931  | 906  | 921  |

| 1901 | 1906 | 1911 | 1921 | 1926 | 1931 | 1936 | 1946 | 1954 |
| ---- | ---- | ---- | ---- | ---- | ---- | ---- | ---- | ---- |
| 903  | 874  | 799  | 709  | 720  | 706  | 724  | 729  | 724  |

| 1962 | 1968 | 1975 | 1982 | 1990 | 1999 | 2006 | 2011 | 2016 |
| ---- | ---- | ---- | ---- | ---- | ---- | ---- | ---- | ---- |
| 697  | 696  | 568  | 525  | 468  | 434  | 439  | 420  | 374  |

| 2021 | 2022 | - | - | - | - | - | - | - |
| ---- | ---- | - | - | - | - | - | - | - |
| 376  | 382  | - | - | - | - | - | - | - |

## Lieux et monuments

### Patrimoine religieux
- Église Saint-Ouen (XVIe – XXe siècles) avec fenêtres du XVIe et flèche en pierre. Elle abrite une Vierge à l'Enfant (XIVe) classée au titre objet en 1975 aux monuments historiques[41], un bénitier (XVIe), des fonts baptismaux (XVIe), une sainte Barbe et la tour (XVe), une statuette d'orant insérée dans le mur (XVIe) et une chaire à prêcher (XVIIIe).

En 1135, Richard, évêque d'Avranches, donna le patronage de l'église à l'abbaye de Savigny.
- Ancienne chapelle Notre-Dame-des-Cours.

### Patrimoine civil
- Manoir de la Cocherie (XVIe siècle). Maison forte contemporaine des guerres de Religion
- Ferme de la Basse-Cour.
- La Basse-Cour : deux chaumières inscrites à l'Inventaire des monuments historiques (IMH).
- Les Basses-Cours, pendant de la Haute-Cour, ancien logis des (XVIe – XVIIIe siècles). La basse-cour de l'ancien château de Saint-Symphorien, inscrit aux monuments historiques[43]. Cet ensemble comprend un logis, une écurie, une grange, un poulailler, une porcherie, un pressoir, une boulangerie et une étable. Il est situé en face du château de Saint-Symphorien, détruit, et de son parc qui constituait un ancien parc animalier.
- Croix de chemin dites des Cours (XIXe siècle), de la Répanerie (XIXe siècle) et des Mares (XVIIIe siècle).
- Croix de cimetière (XIXe siècle).
- Fontaine Saint-Ouen réaménagée par la commune. Son eau était réputée pour guérir les maux d'yeux.
- Ancien moulin.
- Lavoir.

### Autres lieux
- Rives de la Sélune à son confluent avec la Roulante.

## Personnalités liées à la commune
- Jacques Lecapitaine (1765-1815), baron de l'Empire, général de brigade, né à Lapenty, mort à la bataille de Ligny.